# Holky to chtěj taky
Holky to chtěj taky (v německém originále Mädchen, Mädchen) je německá filmová komedie z roku 2001. Režisérem filmu je Dennis Gansel. Hlavní role ve filmu ztvárnili Diana Amft, Karoline Herfurth, Felicitas Woll, Andreas Christ a Max Riemelt.

## Obsazení
| Diana Amft        | Inken          |
| Karoline Herfurth | Lena           |
| Felicitas Woll    | Victoria       |
| Andreas Christ    | Nick           |
| Max Riemelt       | Flin           |
| Florian Lukas     | trenér Carsten |
| Frederic Welter   | Tim            |
| Arzu Bazman       | Cheyenne       |
| Ulrike Kriener    | Ingrid         |
| Martin Reinhold   | Dirk           |
| Henning Baum      | trenér Chris   |